# Guadix
Guadix és un municipi andalús de la província de Granada, situat al vessant nord de Sierra Nevada. És la capital històrica de la comarca homònima, també coneguda com a Accitània. Amb una superfície de 317 km², l'any 2005 tenia 20.136 habitants.
El terme inclou els nuclis de població de Guadix, Estación de Guadix, Bácor, Hernán-Valle, Paulenca, Belerda, Olivar i Los Balcones.
És un dels assentaments humans més antics de la península Ibèrica. En època romana era colònia i se l'anomenava Julia Gemella Acci, d'on prové l'actual gentilici, accitans. El nom actual de la ciutat es remunta a l'època musulmana, quan la ciutat s'anomenava Wadi Aix (del riu Aix, arabització del nom preislàmic Acci, que podria ser íber), pronunciat wadix en l'àrab col·loquial granadí. Durant la dinastia nassarita del Regne de Granada, Wadi Aix era una de les 33 màdinats o ciutats emmurallades que disposava d'alcassaba. Durant aquest període la demarcació jurisdiccional gairebé coincidia amb la de l'actual comarca de Guadix. La ciutat tenia a l'entorn dels deu mil habitants. El nom musulmà es presenta en les formes Wadi Ash, Wadi l-Asha(t) i Wadi Yash, i quan es refereix a la ciutat únicament s'esmenta com Madinat Ash i Madinat Bani Sam (que podria ser originat per l'establiment a la ciutat de la tribu dels Banu Sam(i) d'origen iemenita. Els castellans l'anomenaven Guedix o Guadiex, nom del qual va evolucionar a Guadix. Durant les primeres taifes fou part del regne de Granada, i altre cop a la caiguda dels almohades (1238). En aquest temps la ciutat estava dominada pels Banu Ashkilula sovint oposats al regne de Granada; des de 1433 va pagar tribut als reis de Castella; un pretendent nàsrida, conegut com el Zagal, la va entregar al rei de Catalunya-Aragó Ferran i a la reina castellana Isabel el 1489. La comarca incloïa les fortaleses de Diezma, Aldeire, Alcudia de Guadix, Exfiliana, Beas de Guadix, Gor, Jerez del Marquesado, Fiñana i la Calahorra.

## Llocs d'interès

### Arquitectura religiosa
La Catedral i Parròquia del Sagrari: La catedral de Guadix va ser construïda sobre la vella mesquita si bé les obres es van dilatar bastant en el temps, des del segle xvi al xviii, la qual cosa provoca que l'interior hi hagi una conjunció curiosa (si més no) d'estils, amb barreja prou harmoniosa, d'elements gòtics, renaixentistes i finalment barrocs.
El temple actual consta de tres façanes: La principal dedicada a l'Anunciació, la nord a Sant Torcuato i la sud a Santiago Apostol. La catedral està dedicada a l'Encarnació del Verge i té com a símbol un ramellet de lliris. Consta de tres naus amb absis i deambulatori i un magnífic cadirat al cor. Annex a la catedral hi ha la Parròquia del Sagrari, que dedica la façana al tema eucarístic i és d'estil plateresc.
L'Església de Sant Jaume: És llistat com a monument nacional i va ser construïda el segle xvi sobre una mesquita anterior, amb una portalada plateresca obra de Diego de Siloé. El temple és de planta basilical de tres naus, la central més gran i més elevada i de influència gòtic-mudèjar enteixinat mudèjar en les cobertes.
L'església de Santa Anna: Va ser edificada al segle xv a l'emplaçament d'una antiga mesquita. Adossada a la façana hi ha una font renaixentista de 1567.

### Arquitectura civil
L'Alcassaba: és un recinte fortificat per a defensar la ciutat de Guadix i els afores, tant dels enemics externs com de les revoltes internes. Podia assegurar a més una resistència perllongada. Va ser construïda al voltant del segle xi, igual que en moltes altres construccions d'origen musulmà, es va utilitzar la tècnica de la tàpia.
La torre de l'homenatge és de planta quadrada, i està formada per dues parts, la part superior és de dimensions més reduïdes que la inferior. Ambdues són coronades per merlets rectangulars.
Després de la conquesta dels Reis Catòlics el 1489, la fortalesa es va anar abandonant. Al segle xvi va ser destruïda parcialment i va perdre gran part de les estances interiors. Posteriorment, va ser restaurada. L'any 1931 va ser declarada Monument Artístic Nacional.
Plaça de las Palomas: és el principal espai públic de la ciutat, tant per les dimensions i la ubicació al final del passeig de la Catedral com per la seva història.
Aquest espai va ser conegut amb diversos noms, entre ells «la Plaça de la Constitució», «Onésimo Redondo» o més recentment la Plaça de las Palomas. Segons alguns historiadors hi havia en aquest lloc l'antiga seu de Muhàmmad XIII a final de l'època nassarita.
La construcció d'aquesta plaça va suposar un important canvi en l'urbanisme de la ciutat. Se la va adaptar als temps renaixentistes i s'hi van concentrar el poder i les funcions polítiques. La primera urbanització data de final del segle xvi i començament del xvii, quan es va crear un espai rectangular força ampli, amb galeries presidides per arcs escarsers recolzats sobre columnes llises i capitells jònics. Només vuit arcs són originals, els del lateral esquerre. Es poden observar també alguns arcs presidits per escuts en pedra amb l'àguila bicèfala i la corona imperial de Carles V.
Gairebé totes les cases que s'adossen a la plaça han estat reformades durant el segle xx. No obstant això encara hi van romandre alguns elements originals integrats en les transformacions. També es trobava aquí l'edifici de l'antiga presó, ocupat avui pel Liceu i una font anomenada «la mona» avui al convent de la Presentació.
A més de les nombroses intervencions, la plaça va sofrir un incendi l'any 1936, que va provocar una altra fase més de reconstrucció després de la guerra civil. Aquesta va suposar el canvi del conegut com balcó dels Corregidors, originalment situat al lateral més proper a la catedral, al costat oposat, on es troba actualment.
L'edifici actual de l'ajuntament és al front sud-est de la plaça i va ser construït el 1606. Està format per diversos cossos, un és el balcó dels Corregidors i l'altre integrat com a galeria de la plaça.
Els arcs de la balconada són de mig punt sobre columnes dòriques, però en el cos inferior, menys cridaner, són arcs escarsers rebaixats sobre columnes de fust llis i capitell dòric. Sobre el balcó se situa el cos decoratiu, amb tres escuts de marbre emmarcats en estructures de caràcter arquitectònic amb frontó triangular i rematats amb una gerra.
Més antics encara són les restes de la muralla medieval visibles al lateral septentrional, on s'ha obert un centre d'interpretació. Aquí també van ser trobats restes romanes corresponents a habitatges, mentre a la banda oposada, al teatre Mira de Amescua, varen aparèixer restes de forns de terrisseria de l'època ibèrica.
Carrer de Sta. Maria del Buen Aire: On es troben el Palau Episcopal, del segle xvi, el Col·legi de la Divina Infantina, del segle xviii, i el Palau dels Marquesos de Villalegre, de l'any 1592.
Palau de Pañaflor
Calle Ancha: On es troben residències senyorials del segle xix.
Barri de Santa Ana: El carrer de Santa Ana és el cor de l'antic barri moro. Al llarg dels carrerons estrets se succeeixen blanques cases que amb les olors a guisat casolà i el perfum de les flors ens transporten a una altra època.